# Fallopia ×conollyana
Fallopia conollyana là một loài thực vật có hoa trong họ Rau răm. Loài này được J.P.Bailey mô tả khoa học đầu tiên năm 2001.